# Seznam izraelskih matematikov
Seznam izraelskih matematikov.

## A
- Amir Dan Aczel (1950 – 2015)
- Shmuel Agmon (1922 – 2025)
- Michael Aizenman (1945 –)
- Noga Alon (1956 –)
- Robert Aumann (1930 –)

## B
- Ehud Barak (1942 –)
- Iosif Naumovič Bernštejn (Joseph Bernstein) (1945 –) (rus.-amer.-izraelski)
- Alexander Braverman (1974 –) (rus.-izraelski)

## F
- Michael Fekete (1886 – 1957)
- Adolf Abraham Halevi Fraenkel (1891 – 1965)
- Aviezri Fraenkel (1929 –)

## G
- Dennis Gaitsgory (1973 –)  (rusko-izraelski)

## H
- Sergiu Hart (1949 –)  (romunsko-izraelski)

## L
- Ruth Lawrence-Naimark (1971 –) (britansko-izraelska)
- Tony Lévy (1943 –) (zgodovinar mat.)
- Elon Lindenstrauss (1970 –)  2010
- Mario Livio (1945 –) (romunsko-izraelsko-ameriški astrofizik, popularizator znanosti in matematike)

## M
- Michael Bahir Maschler (1927 – 2008)

## N
- Zeev Nehari (1915 – 1978)

## T
- Avraham Trahtman (1944 –)

## Z
- Viktor Zalgaller (1920 – 2020) (rusko-izraelski)
- Doron Zeilberger (1950 –)